# Thomas Thaarup
Thomas Thaarup (født 21. august 1749, død 12. juli 1821) var en dansk digter.
Thomas Thaarup blev født i København, hvor hans fader, Niels Thaarup, dengang var isenkræmmer; moderens navn var Anna Margaretha født Stupsack.

## Ungdom og tidlig litterær virksomhed
Faderen blev senere, rimeligvis efter at være gået fallit, tolder på Læsø, og sønnen blev så sat i Helsingørs lærde Skole, hvorfra han 1768 blev dimitteret til Universitetet; det følgende år tog han 2. eksamen, men videre nåede han ikke i embedsstudierne, da han af naturen var noget doven og desuden tidlig blev optaget af litterære sysler.
Da det danske Litteraturselskab blev stiftet i 1775 af Johannes Ewalds venner og beundrere, blev han medlem deraf, og i det brev, hvormed Werner Hans Frederik Abrahamson underrettede Ewald om Selskabets stiftelse, omtales han som et af dets mest lovende medlemmer.
Hans første poetiske frembringelser er de utrykte bidrag, han i henhold til de gældende bestemmelser indleverede til Selskabet. Hans første trykte arbejde er, så vidt man ved, et digt: Ved en ung Piges Grav, som han i 1774 anonymt fik optaget i Adresseavisen.
Det første arbejde, hans navn står under, er en ode, som blev offentliggjort i den samling sange, Over Indfødsretten, der blev udgivet 1777. Digtet gjorde ikke lykke, blev endogså parodieret, bl.a. på grund af dets underlige strofebygning. Slutningen af 1770'erne var Werther-feberens tidsrum, og Knud Lyne Rahbek nævner i sine erindringer udtrykkelig Thaarup som en af de angrebne; han mener, at den ulykkelige kærlighed, han led af, "upaatvivlelig blev hans Digterheld". De digte, Thaarup offentliggjorde på denne tid, vidner da også tydelig nok om, at han var bleven indrulleret i "de ulykkelige Elskeres" hær.
I Almindeligt dansk Bibliothek 1778 lod han saaledes, anonymt, indrykke en elegi, som Rahbek "stedse har anset for et Mesterstykke i sit Slags". Digteren udtaler sin smertefulde forvisning om, at hans elskede Julie engang vil glemme ham i en andens arme. "O! kan du smile rolig fra en anden Elskers Barm? Gid du kunde, min udvalgte Pige; thi du bør at vorde lykkelig."

## Gennembrud som digter
Det er dog først i 1782, at han offentliggør et digt, der fortjener opmærksomhed. I det nævnte år udsatte et af medlemmerne i Drejers Klub en præmie for en god sang. Johan Herman Wessel skrev i den anledning: Brodne Kar i alle Lande, og han betragtedes i begyndelsen som selvskreven til at få præmien; men så kom Thaarups digt Fødelandskjærlighed, og et af medlemmerne, historikeren Jørgen Kierulf, blev så begejstret over det, at han fik det tilkendt prisen.
Det begynder: "Du Plet af Jord, hvor Livets Stemme -- steg første Gang fra spæde Bryst"; af digtets 11 vers er det ganske vist kun de 2 første, som har værdi; men i dem hører man også tydelig den idyllisk-elegiske tone, som gjorde Thaarup til Høstgildets digter.
Det store håb, som Thaarups venner havde sat til ham, syntes imidlertid ikke at skulle gå i opfyldelse; i november 1782 skriver Rahbek i et brev: "Næppe har det nogen Tid set tyndere ud paa det danske Parnas: Ewald død . . . Wessel, som før sang til sin Drik, drikker nu til sine Sange, Pram synger Aviser osv. . . . altsaa hviler det hele Haab nu paa Thaarup og kanske paa Hwiid, men Thaarup er for doven.» Tilmed var Thaarup på dette tidspunkt blevet optaget på anden måde. I 1781 blev han nemlig udnævnt til lærer i historie, geografi, filosofi og de skønne videnskaber ved Søkadetakademiet.

## Patriotisk lejlighedsdigter
1784 betegner imidlertid et opsving i Thaarups digtning som i det hele taget i vort lands udvikling. Alle fremskridtsmænds håb stod jo til kronprinsen, og allerede 28. januar samme år hilste Thaarup denne, på hans fødselsdag, med et kønt, mandigt digt: O, Kongesøn! Gid Smigers Stemme -- dig ej forføre til at glemme, -- at Jordens Gud er Støvets Søn!
Hermed åbner Thaarup rækken af sine patriotiske sange, der vandt ham så almindelig anerkendelse, at man betragtede ham som selvskreven til ved alle højtidelige lejligheder, både på vers og prosa, at udtale folkets stemning over for kongehuset.
Hans Christian Sneedorff siger derfor med en vis ret i en af sine sange, at hver gang skjoldungen (dvs kronprinsen) og hans mænd sejrer over hedenolds uvaner (dvs når han ændrer sædvaner i staten i forhold til det tidligere regime), "da sende de Bud til Hr.
Thomas hen, -- helt ofte bærer han gode Raad -- til selve Danmarks Konning".
Da kronprinsen i 1788 kom hjem efter felttoget mod Sverige, blev han budt velkommen med en forestilling på Det Kongelige Teater. Thaarup havde til den skrevet en prolog, der endte med en Almuesang ("Ej blændet ved en Trones Pragt"), som hele publikum istemmede. Ja, da forestillingen var forbi, gentog man dens sidste vers "med en Højtidelighed, der nærmede sig til den mest brændende Andagt". Noget lignende, skrev Minerva, har Danmark aldrig før set, og få nationer kunne vel opvise magen dertil. Denne almuesang blev, siger Rahbek, "i en Række Aar som en Slags Nationalsang".
Han var medlem af frimurerne og han forfattede bl.a. en kantate i forbindelse med festen for 50-året for frimureriets indførelse i Danmark som afholdtes 11. november 1793, hvor han også holdt en tale.

## Operaoversætter
Et par år i forvejen (1786) var der ved en koncert på det Kongelige Teater blevet afsunget en kantate af Thaarup, i hvilken han talte varme ord for bondestandens frigørelse (2. afdeling begynder: "Hør, Landets Fader! Trældoms Klage "); til kantaten havde han benyttet Johann Gottlieb Naumanns musik til den tyske operatekst Cora. Kantaten, som gjorde lykke, henledte opmærksomheden på denne opera, og man ønskede at få den frem på det Kongelige Teater.
Thaarup blev anmodet om at oversætte den, og derved kom han i forbindelse med skuepladsen. Cora udkom 1788 og det følgende år oversatte han en fransk operatekst, Aline. Så kom 1790, da kronprinsens indtog med Danmarks vordende dronning satte alle patriotiske munde og penne i bevægelse. Til festforestillingen på teatret havde Christen Henriksen Pram efter opfordring skrevet Frode og Fingal; direktionen var ikke helt tilfreds med det, man syntes, at den patriotiske glæde over formælingen ikke kom tydelig nok frem. Så indleverede Thaarup et tilbud om et lille syngestykke, hvori denne følelse skulle spille en fremtrædende rolle. Tilbuddet blev modtaget, og Thaarup skrev så Høstgildet, et syngespil i en akt.

## Høstgildet
Den digtart, vi møder i dette stykke, er den dramatiske idyl. Tilløb til den har vi ganske vist i den tidligere litteratur, bl.a. hos Johannes Ewald; men det er dog Thaarup, der bliver dens egentlige skaber med «Høstgildet».
Af handling og karaktertegning er der meget lidt i dette arbejde; det, der bærer det, er den lyriske, idylliskelegiske tone, som særlig kommer frem i de indlagte sange (Nys fyldte skjøn Sired det attende Aar, Fædrene Bolig, o straatækte Hytte og flere). Det er egentlig Høstgildet, som bringer den danske bonde ind i litteraturen, vel at mærke ikke som en fordrukken og forkuet "Jeppe på Bjerget", men som en mand, man kan have agtelse og sympati for; thi kongen "har adlet Bondens Stand", "Adel kan en Bonde være", og han kan "føle under Vadmels Kofte". Det er bønder, som ikke "sælge deres Døtre" til den, der møder med det største hartkorn, de er oplyste og udviklede, har sans for fædrelandet og almenvellet osv. Det er en fremtidsskikkelse, Thaarup her maler, ikke bonden fra 1790, der, lige løst fra stavnsbåndet, endnu duknakket og halv sløv traskede bag ploven hen over hoverimarken.
Høstgildet blev ved opførelsen modtaget med begejstring; "fra Tronen til Hytten, i Hovedstaden og paa Landet", skriver en samtidig anmelder, "nynner og spiller og synger man Stykkets fortræffelige Sange. Baade Digtet og Musikken ere blevne en Nationalejendom."

## Andre elegiske enaktere
Den lykke, Høstgildet gjorde, gav Thaarup lyst til et nyt forsøg i samme retning, og så skrev han Peters Bryllup, et syngespil i 2 akter (1793). I dette arbejde tager han handlingens tråd fra det første stykke op og fører den videre; som helhed står det imidlertid tilbage for Høstgildet, men det har på den anden side mindst lige så stemningsfulde sange som det (f.eks. I Dalens Skjød en Hytte laa, I Østen sølvblaa Dagen smiler, Ung Adelsten paa Tinge stod og andre).
Endnu en gang ville Thaarup prøve sin lykke med en dramatisk idyl, i det han i Hjemkomsten, et syngespil i en akt (1802), forsøgte at skildre stemningen i en landsby, da krigerne vender hjem efter Slaget på Reden; men dette arbejde står langt under sine 2 forgængere.
Thaarup havde i sin tid også et stort navn som taler; i 1782 udgav han en tale, som han havde holdt på Søkadetakademiet i anledning af en baron Wedels død, senere andre af lignende art (f.eks. hans sørgetale over Henrik Gerner).
Der kan en gang imellem være en vis kraft i disse taler, men de skæmmes af tidens sædvanlige tilbøjelighed for det svulstige, det bombastiske.

## Antisemitisk virksomhed
I 1813 udgav Thaarup Moses og Jesus eller om Jødernes og de kristnes intellektuelle og moralske Forhold, en oversættelse af et tysk skrift (af Friedrich Buchholz); både i selve skriftet og i den forerindring, hvormed han ledsagede oversættelsen, rettes der mange fanatiske og usande beskyldninger mod jøderne, at deres særkende er "Egennytte, Grumhed og Ladhed m. m.".
Skriftet vakte en stærk bevægelse; professor Otto Horrebow, konfessionarius Christian Bastholm og flere støttede Thaarup i hans angreb, mens han blev skarpt imødegået af folk som Jens Baggesen, Steen Steensen Blicher, Johan Werfel og andre. Vedrørende dette emne udgav Thaarup endnu et par skrifter: Vor Haandtering (1816), en fri oversættelse af et tysk skuespil af Sessa, Over Jødernes Fordringer paa tysk Borgerret (1816) og Kristendommens og det tyske Folks Rettigheder (1817), begge oversættelser af tyske skrifter af Friedrich Rühs.

## Sidste år
I 1794 fratrådte Thaarup sin stilling ved Søkadetakademiet og blev udnævnt til medlem af teaterdirektionen; 1800 fik han afsked fra denne stilling i nåde og pension og levede siden mest på gården Sophiehøj, som han havde købt i Smidstrup (Hørsholm Sogn).
Som digter var Thaarup den blide idyls digter, som menneske var han en hvas og temmelig hensynsløs natur. H. C. Sneedorff sang om ham: "Hans Tale var hvas som Biens Brod, -- hans Sange var som dens Honning". Han var gift med Sophia Magdalena født Lund (født 1751 død 3. juni 1819).
12. juli 1821 døde han og blev begravet på Hørsholm Kirkegård.